# Fallimento della Silicon Valley Bank
Il fallimento della Silicon Valley Bank (SVB) avvenne il 10 marzo 2023 dopo un fenomeno di panico bancario, segnando il secondo più grave dissesto di istituto di credito statunitense, e il più grande dalla crisi del 2008. Fu uno dei tre fallimenti di banche USA nel marzo 2023 (gli altri due colpirono Silvergate Bank e Signature Bank).
Nel perseguire maggiori rendimenti dai suoi investimenti, nel 2021 la Silicon Valley Bank iniziò a trasferire il suo portafoglio di valori mobiliari dai buoni del tesoro USA a breve termine verso quelli a lungo termine. Il valore di mercato di queste obbligazioni scese significativamente tra il 2022 e il 2023 poiché la Federal Reserve aveva alzato i tassi di interesse per frenare l'aumento dell'inflazione, causando perdite non realizzate (ossia potenziali, calcolate come se il detentore avesse ceduto i titoli secondo il valore corrente di mercato, al momento della stima) sul portafoglio. L'aumento dei tassi fece lievitare i costi dei prestiti in ogni settore dell'economia e alcuni clienti della Silicon Valley Bank iniziarono a prelevare denaro per soddisfare le loro esigenze di liquidità. Per procurarsi il denaro necessario a onorare i prelevamenti dei suoi depositanti, SVB annunciò l'8 marzo che avrebbe venduto oltre 21 miliardi di valori mobiliari, preso in prestito 15 miliardi di dollari, e avrebbe indetto una vendita di emergenza di una parte del suo buy-back per raggiungere 2,25 miliardi di dollari. L'annuncio, accompagnato da avvertimenti provenienti da importanti investitori della Silicon Valley, causò un panico bancario in cui i clienti all'indomani ritirarono fondi per un totale di 42 miliardi di dollari.
La mattina del 10 marzo 2023, il California Department of Financial Protection and Innovation sequestrò SVB ponendola sotto l'amministrazione controllata della Federal Deposit Insurance Corporation (FDIC). Circa l'89% dei 172 miliardi di depositi superava l'importo massimo assicurato dalla FDIC. Due giorni dopo il fallimento, la FDIC ottenne poteri straordinari dal Tesoro, ed annunciò assieme ad altri enti che tutti i depositanti avrebbero avuto accesso ai loro fondi l'indomani. Cercando di mettere all'asta tutta o parte della banca, la FDIC la riaprì il 13 marzo come una nuova banca ponte, la Silicon Valley Bridge Bank, N.A. Benché alcuni commentatori avessero definito la reazione del governo un bail-out, il piano non implicava un salvataggio della banca, della sua dirigenza o dei suoi azionisti, ma piuttosto di ristorare i depositanti non assicurati (cioè quelli che avevano depositi superiori al limite garantito da FDIC) con i proventi della vendita degli attivi della banca, senza utilizzare denaro dei contribuenti.
Il dissesto ebbe rilevanti conseguenze per le startup negli Stati Uniti e altrove, e molti correntisti non poterono per breve tempo ritirare denaro dalla banca. Ne rimasero coinvolte anche grandi società del comparto tecnologico, società di comunicazione, ed aziende vinicole. Per alcuni fondatori e per i loro finanziatori di capitale di rischio, questa era la banca preferita.

## Premesse
SVB era una banca commerciale fondata nel 1983 con sede a Santa Clara (California). Al momento del collasso, era la sedicesima maggiore banca degli USA ed era fortemente orientata a servire società e persone legate all'industria tecnologica. Quasi metà delle società dei comparti salute e tecnologia sostenute da venture capital erano finanziate da SVB. Società come Airbnb, Cisco Systems, Fitbit, Pinterest, e Block, Inc. sono state clienti della banca. Oltre a finanziare imprese sostenute da capitale di rischio, SVB era ben nota per le funzioni di private banking, linee di credito personali, e crediti ipotecari ad imprenditori "tech", ed era specializzata nel fare credito a nuove società di rischio più alto. La Silicon Valley Bank richiedeva una relazione esclusiva con i soggetti cui erogava un prestito. Prima del 9 marzo 2023, SVB era in "solide condizioni finanziarie", secondo il California Department of Financial Protection and Innovation, benché un accresciuto numero di speculatori avesse cominciato a prendere di mira SVB già mesi prima. I dipendenti ricevettero il premio annuale loro spettante il 10 marzo 2023, poche ore prima che il governo prendesse il controllo dell'istituto.
Secondo l'ultimo call report della banca, depositato il 31 dicembre 2022, possedeva 209 miliardi di dollari di attività totali, con 175,5 miliardi di dollari di depositi totali, di cui, secondo le stime della banca, 151,6 miliardi di dollari (86,4%) non erano assicurati.

## Collasso

### Perdite
I depositi della banca aumentarono dai 62 miliardi di dollari del marzo 2020 ai 124 miliardi di dollari del marzo 2021, avvantaggiandosi dell'impatto della pandemia COVID-19 su scienza e tecnologia. La maggior parte di questi depositi furono investiti in buoni del Tesoro USA a lungo termine poiché la banca mirava al return on investment più alto di quello procurato dai titoli a breve termine. Queste obbligazioni a lungo termine scesero nel valore di mercato corrente quando i tassi di interesse crebbero durante il rialzo inflazionistico 2021—2023 e divennero meno attrattivi al confronto degli investimenti nelle nuove emissioni di obbligazioni (con un tasso più remunerativo). Nell'aprile 2022 il chief risk officer di SVB si dimise, e non fu sostituito fino al gennaio 2023 — un periodo coincidente con l'impennata dei tassi di interesse.
Alla fine del 2022 la banca aveva un portafoglio obbligazionario di 117 miliardi di dollari, diviso in un portafoglio da 91,3 miliardi $ conservato sino alla maturità (cioè non era marked to market e i relativi profitti o perdite non si sarebbero realizzati sino alla maturità) e in un portafoglio da 26 miliardi $ disponibile per la vendita (che, come dice la locuzione, era marked to market). A quel momento, le sue potenziali (non realizzate, marked to market) perdite per valori mobiliari conservati sino alla maturità (scadenza) superavano i 15 miliardi di dollari. La banca non aveva coperto quella parte del suo portafoglio obbligazionario contro il rischio legato al tasso di interesse, apparentemente per lo stesso motivo per cui non lo fa la maggior parte delle banche: la copertura stessa (hedge) avrebbe oscillato con il mercato, mentre lo scopo di detenere obbligazioni fino alla scadenza è quello di mantenerle alla pari. La maggior parte delle banche riducono i rischi legati ai tassi di interesse sui loro portafogli da conservare fino a maturità acquistando obbligazioni a termine più breve. La banca si era effettivamente coperta contro i rischi dei tassi di interesse sul loro portafoglio disponibile alla vendita costruendo un portafoglio di 15,2 miliardi di dollari di swap sul tasso di interesse alla fine del 2021.
Al contempo, le società startup ritiravano fondi dalla banca per finanziare le loro attività, dato che i finanziamenti privati diventavano più difficili da ottenere. Una serie di licenziamenti nel settore tecnologico, iniziata nel 2022, indusse a sua volta alcuni depositanti a ritirare i propri risparmi. Nella prima metà del 2022, la banca realizzò 517 milioni di dollari di guadagni grazie all'estinzione di 11 miliardi di dollari di swap sui tassi d'interesse del suo portafoglio di obbligazioni disponibili per la vendita. Alla fine dell'anno, il portafoglio era protetto da swap per soli 563 milioni di dollari. All'inizio del 2023, per raccogliere la liquidità necessaria a soddisfare i prelievi, la banca alienò tutti i titoli disponibili per la vendita, realizzando una perdita di 1,8 miliardi di dollari. La banca è stata criticata per aver scelto di fare l'annuncio poco dopo che la Silvergate Bank (che si rivolgeva agli utenti di criptovalute) aveva iniziato a cessare le proprie attività, e per non aver raccolto finanziamenti privati prima dell'annuncio.
Alcuni esperti di questioni bancarie osservarono che la banca avrebbe potuto gestire meglio i propri rischi se l'Economic Growth, Regulatory Relief, and Consumer Protection Act (EGRRCPA), provvedimento normativo approvato nel 2018 e sostenuto dall'amministratore delegato di SVB Greg Becker, non avesse ridotto la frequenza e il numero di scenari degli "stress test" obbligatori ai sensi del Dodd–Frank Wall Street Reform and Consumer Protection Act per le banche con attività inferiori a 250 miliardi di dollari. La Federal Reserve Bank of San Francisco poteva in realtà esaminare a discrezione annualmente qualsiasi banca con 100 miliardi $ di attività. Nell'applicare le nuove regole, il vicepresidente della Federal Reserve Randal Quarles cambiò pure la cultura del controllo bancario della Federal Reserve, asseritamente rendendo meno intenso e più prevedibile il controllo ordinario.

### Instabilità
Nel 2021 una verifica della Federal Reserve sulla banca rilevò alcune carenze nelle sue procedure di gestione del rischio. La banca non risolse sei criticità individuate dalla Fed e nel luglio 2022 fu sottoposta ad un esame di vigilanza completo. Nell'autunno autorità Fed di San Francisco incontrarono la dirigenza SVB per discutere la capacità della banca di produrre liquidità in una crisi e la sua potenziale esposizione a perdite concomitanti ad aumento dei tassi di interesse. Le autorità Fed stabilirono che la banca si serviva di modelli fallaci, per il cui tramite gli amministratori SVB erano indotti a supporre, infondatamente, che accresciuti tassi di interesse avrebbero aumentato tre rendite da interesse della banca, al punto da stabilizzarne la condizione economica. All'inizio del 2023 la Fed pose SVB sotto "revisione orizzontale" delle sue procedure di gestione del rischio.
Nella settimana precedente al collasso, Moody's Investors Service asseritamente informò SVB Financial, holding della banca, che avrebbe presto subito un doppio declassamento di rating a causa delle sue perdite non realizzate. L'8 marzo 2023 SVB annunciò che aveva venduto più di 21 miliardi $ di suoi investimenti, preso in prestito 15 miliardi $, e avrebbe fatto una vendita di emergenza del suo stock per raccogliere 2,25 miliardi $, tra cui 500 milioni $ a General Atlantic. JPMorgan Chase e Bank of America rifiutarono l'opportunità di acquistare la banca. Nonostante le mosse fatte dalla banca, l'8 marzo Moody's declassò SVB.
Investitori di parecchie società di venture capital, tra cui dirigenti di Founders Fund di Peter Thiel, Union Square Ventures e Coatue Management spinsero le loro "compagnie di portafoglio" (ossia quelle in cui dirigevano i propri investimenti) a ritirare i loro depositi dalla banca, e in particolare Founders Fund ritirò tutti i propri fondi dalla banca nella mattina del 9 marzo. Alla chiusura di quella giornata lavorativa, i clienti avevano ritirato 42 miliardi di dollari, lasciando la banca con un saldo negativo di circa 958 milioni di dollari. Tra le società di servizi finanziari che ricevettero denaro da clienti di SVB vi erano Brex, JPMorgan Chase, Morgan Stanley e First Republic Bank. Il valore delle azioni SVB crollò finché la mattina del 10 marzo fu applicata una sospensione delle contrattazioni.
Il 27 febbraio, l'amministratore delegato di SVB Financial Group Greg Becker aveva venduto 12 451 azioni della società, per un valore di 3,6 milioni di dollari, attraverso un piano di trading esecutivo che aveva depositato presso la SEC ai sensi della (sua) regola 10b5-1 il 26 gennaio. La regola è stata criticata come un cavillo che consente l'insider trading. A partire dal 1º aprile, la SEC richiederà un periodo di raffreddamento minimo di 90 giorni per la maggior parte dei piani di trading dei dirigenti.

### Procedura fallimentare

La FDIC ha creato temporaneamente la Deposit Insurance National Bank of Santa Clara (DINB) per distribuire i depositi assicurati prima di sostituirla con una banca ponte.

La mattina del 10 marzo arrivarono negli uffici di SVB, per valutarne la situazione finanziaria, ispettori della Federal Reserve e della Federal Deposit Insurance Corporation (FDIC). Alcune ore dopo il California Department of Financial Protection and Innovation emise un ordine grazie al quale prendeva possesso di SVB, rilevando inadeguata liquidità e insolvenza, e designò la FDIC quale curatore fallimentare. Era il più grande fallimento di banche per attività dalla crisi del 2008 e il secondo più grande fallimento di una banca assicurata dalla FDIC.
Secondo le relazioni regolamentari al 31 dicembre 2022, si stima che i depositi non assicurati rappresentassero l'89% dei depositi totali della banca. Dato che non c'era un'altra banca che si offrisse immediatamente per assumerli o garantirli, la FDIC organizzò la Deposit Insurance National Bank di Santa Clara (DINB) per riaprire le filiali della banca il lunedì successivo e consentire l'accesso solo ai depositi assicurati. Annunciò che avrebbe iniziato a pagare i dividendi per i fondi non assicurati entro la settimana successiva, a mano a mano che le attività di SVB venivano liquidate. Moody's Investor Service previde un tasso di recupero dell'80-90% per i depositanti non assicurati. La FDIC comunicò ai dipendenti della Silicon Valley Bank che sarebbero stati licenziati entro 45 giorni; nel frattempo, offrì ai dipendenti stipendiati un aumento del 50% e ai dipendenti a ore una retribuzione doppia per gli straordinari. La Federal Reserve Bank of San Francisco dichiarò che l'amministratore delegato della banca, Greg Becker, non faceva più parte del suo consiglio di amministrazione.

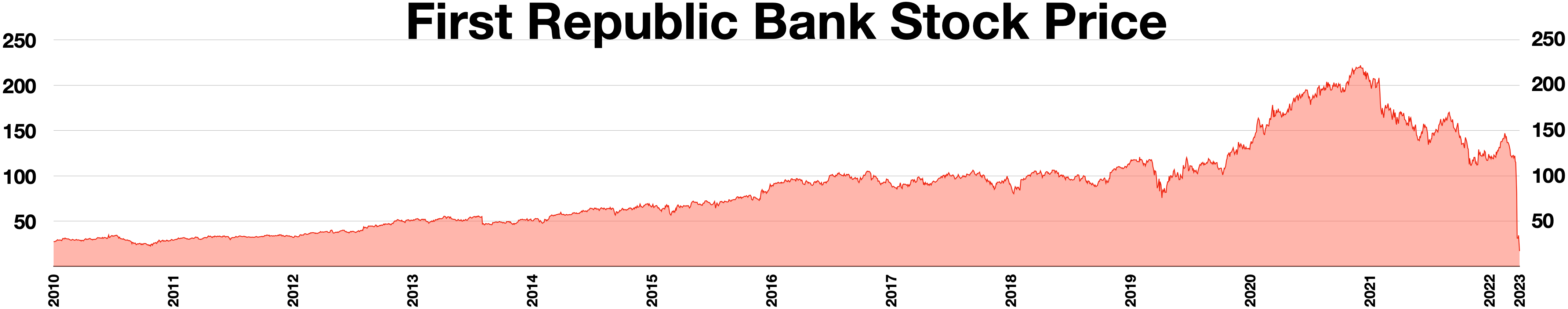
Prezzo delle azioni First Republic Bank

I simultanei fallimenti di SVB e della newyorkese Signature Bank fecero temere per le condizioni di altre banche regionali, con particolare riferimento a First Republic Bank (poi effettivamente fallita il 01/05/2023) e Western Alliance. Di fronte alla possibilità di una più vasta perdita di fiducia, il 12 marzo il Tesoro autorizzò eccezionalmente la FDIC a garantire i depositi non assicurati di entrambe le banche fallite e a coprire le spese attraverso contributi speciali a carico delle banche associate. Il 13 marzo la FDIC trasferì le attività SVB ad una nuova banca ponte, la Silicon Valley Bridge Bank, N.A., e nominò amministratore delegato Tim Mayopoulos. La banca ponte incorporò depositi assicurati e non assicurati in una sola istituzione, rendendola più attraente per i potenziali acquirenti. È discusso se l'impegno del governo USA di assicurare in pieno i depositanti, invece di limitarsi ai 250 000 dollari per ogni conto protetti per legge, possa essere definito un bailout. Il presidente Joe Biden negò che il termine bailout si applicasse a questo caso particolare. La Segretaria al Tesoro Janet Yellen aveva già escluso l'ipotesi di fare un bailout in relazione a SVB.
Le controllate di Silicon Valley Bank all'estero detenevano 13,9 miliardi di dollari in depositi. La Banca di Inghilterra dichiarò l'intenzione di ottenere un provvedimento giudiziale per sottoporre la controllata SVB nel Regno Unito ad una procedura di insolvenza bancaria. La Shanghai Pudong Development Bank dichiarò che le sue attività in collaborazione con SVB, presiedute da un manager di Shanghai, non subivano ripercussioni dal collasso dell'11 marzo. Il regolatore canadese Office of the Superintendent of Financial Institutions (OSFI) prese temporaneamente controllo di SVB Canada il 12 marzo. Il 15 marzo OSFI prese il controllo permanente della banca ed annunciò che avrebbe ristrutturato SVB Canada in una banca ponte da crearsi a cura della FDIC, dopo che il regolatore non era riuscito a trovare un compratore.
Un'asta iniziale sulle attività di Silicon Valley Bank il 12 marzo provocò una sola offerta che non proveniva da una banca, dopo che PNC Financial Services e RBC Bank avevano rinunciato a presentare offerte. Anche Bank of America, JPMorgan Chase, e Goldman Sachs si astennero. La FDIC annullò l'asta, programmandone un'altra per attrarre offerte da banche importanti, ora che l'attribuzione alla banca di rischio sistemico permette alla FDIC di assicurare tutti i depositi. First Citizens BancShares starebbe asseritamente considerando un'offerta. La FDIC ha deciso di vendere SVB Private (la ex Boston Private) separatamente da Silicon Valley Bridge Bank. Il portafoglio prestiti della banca, che Moody's ha recentemente classificato come conservativo e ad alto rendimento, non è stato un fattore del crollo ed è considerato un asset interessante. Società di private equity come Apollo Global Management, Blackstone Inc. e Kohlberg Kravis Roberts stanno valutando l'acquisto dei prestiti della banca. La FDIC ha concesso alle banche tradizionali un vantaggio rispetto alle società di private equity, limitando gli esami delle finanze bancarie agli istituti in possesso di una statuto bancario.
Nel frattempo, Mayopoulos esortava gli operatori di venture capital e le startup a mantenere i propri depositi nella banca ponte, in apparenza per migliorare la situazione finanziaria della banca. Consigliò ai clienti di riversare parte dei depositi che avevano recentemente ritirato dalla banca, nel quadro di una strategia di diversificazione. Un gruppo di operatori di venture capital invitò i depositanti a mantenere almeno metà del loro capitale nella banca.
L'espropriazione delle risorse di Silicon Valley Bank compromise gravemente le attività di SVB Financial Group. La holding fu esclusa dagli uffici direzionali di Santa Clara, che condivideva con la banca, obbligandola a trasferire la sua sede principale negli uffici di New York City. La holding, la banca ponte, e la FDIC stanno discutendo di come organizzare i sistemi delle buste paga. Tutti i dipendenti di SVB Financial Group sono stati sul libro paga di Silicon Valley Bank, non di SVB Financial Group, mentre la capogruppo forniva fringe benefit a tutti i dipendenti Silicon Valley Bank. Alcuni dipendenti avevano diviso il loro orario di lavoro tra le due società.
SVB Financial Group iniziò ad esplorare una potenziale vendita delle società consorelle della banca, SVB Capital e SVB Securities. Il fondatore di quest'ultima, Jeffrey Leerink, ha espresso il suo interesse di ricomprare la ditta. Ad ogni modo, le finanze di queste società sono profondamente connesse a Silicon Valley Bank, il che potrebbe complicare qualsiasi vendita. La società dichiaro fallimento ai sensi del Chapter 11 una settimana dopo che era fallita la banca. Un gruppo che comprendeva Centerbridge Partners, Davidson Kempner Capital Management, e PIMCO asseritamente avrebbe acquistato una quota della società in previsione del fallimento.
Secondo il presidente FDIC Martin J. Gruenberg, il costo stimato per Deposit Insurance Fund per coprire il collasso della banca era 20 miliardi di dollari, di cui 18 per coprire i depositi non assicurati.

### Acquisizione
HSBC UK annunciò il 13 marzo 2023 di aver concordato di comprare Silicon Valley Bank UK per £1, senza spese per i contribuenti e garantendo completamente i depositanti.
Il 26 marzo 2023 la FDIC annunciò che First Citizens BancShares avrebbe acquistato il giro d'affari commerciale bancario di SVB. Nell'ambito dell'accordo, First Citizens comprerà circa 119 miliardi di dollari in depositi e 72 miliardi di dollari di prestiti SVB scontati di 16,5 miliardi di dollari, mentre circa 90 miliardi di dollari di titoli SVB continueranno a rimanere nella procedura fallimentare. La FDIC riceverà l'equivalente di circa 500 milioni di dollari in equity appreciation rights legati alle azioni di First Citizens. Le 17 agenzie di SVB riapriranno con il marchio First Citizens il giorno successivo, e tutti i depositanti SVB diverranno depositanti First Citizens. SVB Private doveva dapprima andare all'asta separatamente, ma First Citizens acquistò poi anche quella.

## Effetti
Gli esperti inizialmente non prevedevano che il collasso SVB avrebbe posto un rischio sistemico per il sistema finanziario USA. Tuttavia, benché gli esperti considerino temporanei questi effetti, il collasso ha creato difficoltà a numerose startup tecnologiche, e le società che mantenevano significativi depositi non assicurati e un basso flusso di cassa hanno affrontato rischi rilevanti.

### Clienti

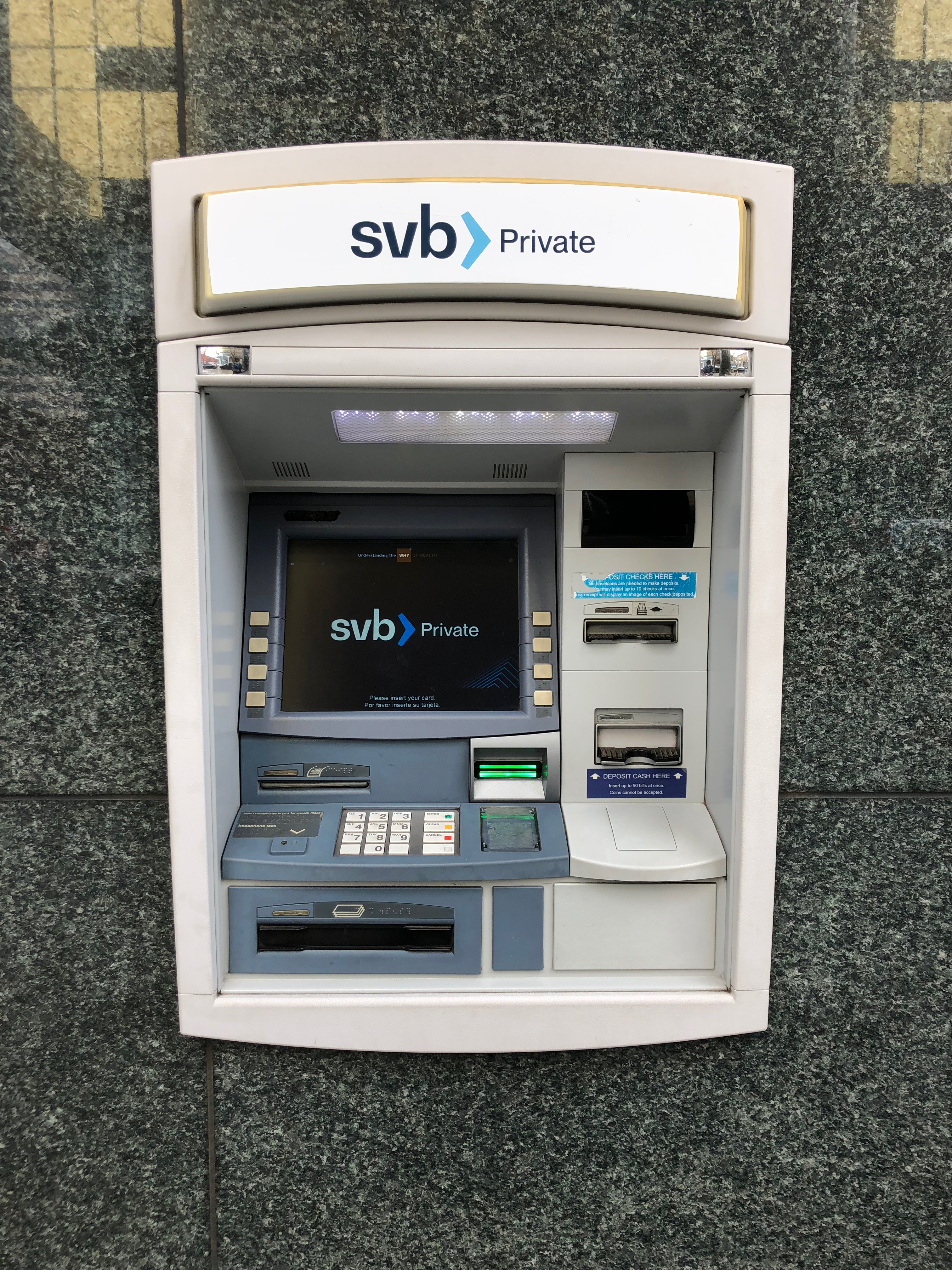
Uno sportello automatico SVB Private a San Jose (California), il 12 marzo.

Molte startup non riuscirono a disporre di denaro, e furono costrette a chiedere prestiti per garantire le retribuzioni dei dipendenti. Dato che la legge della California impone che i dipendenti siano pagati entro un certo numero di giorni, la prolungata impossibilità di accedere ai depositi avrebbe potuto indurre numerose startup a "congedare" i lavoratori, ridurre i loro organici attraverso licenziamenti, o a chiudere semplicemente i battenti. Il collasso della banca inoltre riduce i finanziamenti disponibili per le startup nel mercato venture debt, che è diventato più importante nel momento in cui le società di venture capital hanno nettamente ridimensionato i loro investimenti. La società di e-commerce Etsy fu costretta a ritardare i pagamenti ai venditori; Etsy infatti utilizzava SVB per alcune operazioni di quel tipo. Il collasso della banca coincise con la conferenza South by Southwest Interactive, orientata alle startup, che si svolge annualmente ad Austin (Texas). A parte alcuni contrattempi causati da carte di credito SVB, i partecipanti mantennero un atteggiamento di calma nel corso dell'evento. Nei giorni successivi al collasso, fondatori di startup ed altri clienti si misero in coda fuori delle filiali bancarie nella Silicon Valley e a San Francisco, cercando di ritirare i propri depositi o di apprendere lo stato dei loro bonifici. Molti imprenditori della tecnologia ottennero nuovamente accesso ai loro depositi il 13 marzo.
In un documento della Securities and Exchange Commission (SEC), la società di streaming multimediale Roku, Inc. ha rivelato che circa un quarto delle riserve di liquidità dell'azienda - 487 milioni di dollari - era detenuto da SVB. Altre società interessate dal collasso furono lo sviluppatore di videogiochi Roblox Corporation, il servizio di video hosting Vimeo, e il gestore di buste paga Rippling. Più di 1 500 startup tecnologiche legate al cambiamento climatico avevano ricevuto prestiti o avevano linee di credito presso Silicon Valley Bank. Il fallimento avvenne nel momento delicato in cui alcune startup di questo tipo si stavano espandendo per soddisfare l'attesa domanda scaturente dall'Inflation Reduction Act of 2022.
Al di fuori del settore delle startup tecnologico, Vox Media e BuzzFeed tenevano il proprio contante in questa banca, e Vox Media subì il blocco delle sue carte di credito emesse da SVB. Anche l'industria enologica californiana risentì del collasso SVB, poiché essa era un istituto di credito localmente dominante per quel settore. Rimasero coinvolti anche alcuni produttori di vino dell'Oregon. La divisione vini pregiati della banca aveva 1,1 miliardi di prestiti in corso verso 400 clienti. Le aziende enologiche del governatore della California Gavin Newsom erano clienti della banca. L'uomo d'affari Mark Cuban avrebbe avuto milioni versati in banca, insieme alla sua impresa collaterale.
Dal 2002 la banca aveva totalizzato 2,7 miliardi di dollari in prestiti e investimenti, di cui 1,6 miliardi di dollari in prestiti fino al 2014, per costruire quasi 10 000 unità di case a prezzi calmierati nella Silicon Valley e a San Francisco, e analoghe abitazioni in Massachusetts (dalla sua acquisizione di Boston Private nel 2021). Il collasso pose in un limbo 11 progetti nella San Francisco Bay Area, più altri due a Los Angeles e nella Central Valley. I sostenitori di progetti di housing previdero ritardi e difficoltà per mettere assieme i fondi necessari. Alcune organizzazioni no profit si aspettano di confrontarsi con le conseguenze del fallimento della banca per mesi. Come retaggio dell'acquisizione di Boston Private, SVB forniva servizi bancari gratuiti a molte no profit della contea di San Mateo, che dovettero reindirizzare le donazioni a conti bancari alternativi.
Ahmad Thomas, amministratore delegato di Silicon Valley Leadership Group, organizzazione cui apparteneva SVB, descrisse il fallimento come una battuta d'arresto per l'ecosistema di startup nella San Francisco's Bay Area, e commentò che sarebbe stato difficile replicare il modello di business della banca.

### Azionisti
La holding che controllava Silicon Valley Bank, SVB Financial Group, faceva parte dello S&P 500. Al tempo del collasso, tra i suoi principali azionisti c'erano The Vanguard Group, BlackRock, e State Street Corporation, che possedevano quote di grandi exchange traded fund che seguono le prestazioni dello S&P 500. Il Servizio nazionale delle pensioni sudcoreano possedeva 100 000 azioni della holding di SVB, SVB Financial Group. CalPERS (fondo pensione dello Stato della California) deteneva circa 67 milioni di dollari in obbligazioni della banca, o meno del due percento dell'uno percento degli investimenti totali, al giugno 2022.
Il 13 marzo, le azioni di banche regionali simili, come First Republic Bank, Western Alliance Bancorporation, e PacWest Bancorp, crollarono.

### Sistema finanziario
La capitalizzazione azionaria delle banche USA perse 100 miliardi di dollari complessivi in due giorni e le banche europee persero 50 miliardi di dollari. Le perdite di SVB misero in evidenza il rischio cui potevano essere esposte le banche nel momento in cui aumenti dei tassi di interesse riducevano il valore di mercato delle obbligazioni che esse avevano acquistato quando vigeva la politica di tassi bassi. Alcune società hanno cercato la sicurezza con banche commerciali più grandi, togliendo i propri depositi da banche regionali simili a Silicon Valley Bank, facendo paventare ulteriore instabilità nel settore bancario. Diverse banche, come First Republic Bank e Western Alliance Bancorporation, emisero comunicati stampa nell'intento di rassicurare gli investitori.
Malgrado questi timori, gli esperti di banche ritengono che gli altri istituti rimarranno stabili dato che SVB era oltremodo specializzata negli affari in un settore rischioso dell'economia, e la normativa finanziaria si è rafforzata dopo la crisi del 2008, che precedette la grande recessione. SVB, nel 2021, aveva raggiunto la soglia prevista dal Dodd-Frank Act, per cui doveva presentare un piano di risoluzione ("testamento biologico") alla FDIC, come fece l'anno successivo. Non aveva partecipato a stress test finanziari periodici ai sensi di quella legge, perché la soglia per quell'obbligo era stata alzata nel 2018 in forza dell'EGRRCPA; l'amministratore delegato di SVB era tra quelli che avevano richiesto la modifica.
Il 12 marzo 2023 anche Signature Bank fu chiusa e presa in consegna dal New York State Department of Financial Services. In seguito a questi dissesti bancari, la Federal Reserve annunciò la creazione di un Bank Term Funding Program per accantonare liquidità per altre banche a rischio.
Circle, un'impresa di tecnologia per pagamenti peer-to-peer che emette la stablecoin USD Coin (USDC), attestò che SVB era uno dei sei partner bancari usati dalla società per gestire le sue riserve di contante per l'USDC, e che 3,3 miliardi di dollari (circa l'8%) delle sue riserve erano depositati lì. Nelle contrattazioni del 10 e 11 marzo il prezzo dell'USDC cadde al di sotto del valore prefissato di scambio di 1 dollaro, inducendo Coinbase a bloccare le conversioni tra USDC e dollaro statunitense. L'USDC recuperò gran parte delle perdite dopo che Circle aveva assicurato agli investitori che il "peg" (valore di cambio fisso) sarebbe stato onorato.
Investitori ed economisti ritenevano che il rialzo del tasso d'interesse da parte della Federal Reserve, previsto per il 22 marzo, fosse divenuto meno probabile per effetto dei tre fallimenti bancari USA nel marzo 2023; questa previsione si rivelò comunque infondata.
Il fallimento complica un'azione di lobby in corso da parte delle grandi banche contro il vincolo [loro] imposto dalla Federal Reserve di detenere liquidità equivalente a titoli garantiti dal governo, come i titoli del Tesoro in cui aveva investito la Silicon Valley Bank.

### Azioni legali
Il 13 marzo il Federal Reserve Board of Governors annunciò un'indagine da parte del Vice Chair for Supervision Michael Barr sulla supervisione e controllo della banca, che doveva essere resa pubblica il 1º maggio. Securities and Exchange Commission e Dipartimento della giustizia degli Stati Uniti d'America avrebbero avviato inchieste sulle informazioni finanziarie e sui recenti piani di trading dei dirigenti.
Il 13 marzo un azionista SVB propose una Securities Class Action contro tale società avanti la United States District Court for the Northern District of California, lamentando una frode per false dichiarazioni emesse dai dirigenti e dalla banca.
La senatrice del Massachusetts Elizabeth Warren introdusse una normativa, sostenuta anche da 50 Democratici del Senato e della Camera dei Rappresentanti, che prevede il ritiro di alcune disposizioni dell'EGRRCPA, tra cui gli stress test periodici. Il Senate Committee on Banking, Housing, and Urban Affairs il 28 marzo tenne una seduta sui fallimenti bancari, incentrata sulla supervisione delle banche da parte della Federal Reserve. L'ex amministratore delegato Gregory W. Becker non partecipò all'incontro; i senatori Sherrod Brown e Tim Scott lo invitarono a comparire davanti alla commissione in una successiva sessione.

## Reazioni

### Risposte ufficiali
Il Presidente USA Joe Biden discusse il fallimento con il Governatore della California Gavin Newsom l'11 marzo. In dichiarazioni televisive dalla Casa Bianca prima dell'apertura dei mercati del 13 marzo, Biden espresse fiducia nella resilienza del sistema bancario, annunciò che il governo avrebbe assicurato la disponibilità dei depositi senza rifondere gli investitori con fondi dei contribuenti, promise di far valere la responsabilità dei dirigenti e propose modifiche normative per impedire futuri fallimenti. I membri del consiglio della National Credit Union Administration enfatizzarono la sicurezza del sistema di credito cooperativo USA confrontato con il sistema bancario, ma ribadirono l'importanza di un'efficace gestione del rischio, compreso l'uso di derivati sul tasso di interesse, e sollecitarono il Congresso a rafforzare la Central Liquidity Facility.
Il Primo Ministro di Israele Benjamin Netanyahu si impegnò ad assumere iniziative per aiutare le società tecnologiche israeliane a superare la crisi di liquidità. Il ministro indiano per l'IT Rajeev Chandrasekhar incontrò le società per valutare l'effetto sulla comunità startup dell'India. Il Primo Ministro britannico Rishi Sunak, il Capo di Gabinetto Segretario giapponese Hirokazu Matsuno, e la Commissione Servizi Finanziari della Corea del Sud minimizzarono qualunque rischio sistemico per i settori finanziari dei rispettivi Paesi.

### Dibattito sull'intervento del governo
Un gruppo di 599 venture capitalist, tra cui Garry Tan e David O. Sacks, assieme al gestore di hedge fund Bill Ackman e al senatore dello Stato della California Scott Wiener, sollecitarono l'intervento del governo per proteggere i depositanti non garantiti. I rappresentanti Ruben Gallego di Arizona e Eric Swalwell di California chiesero che i depositanti fossero tenuti indenni, mentre i rappresentanti Ro Khanna e Brad Sherman di California fecero appello al Dipartimento del tesoro degli Stati Uniti d'America e alla FDIC per confermare che i depositanti sarebbero stati protetti perché potessero erogare le retribuzioni. Khanna richiamò il collasso della Bank of New England nel 1991 come precedente di salvataggio di una banca regionale. Il rappresentante di Florida Matt Gaetz e i candidati repubblicani alla presidenza Nikki Haley e Vivek Ramaswamy si dichiararono contrari a qualsiasi bailout della banca finanziato con i soldi dei contribuenti. Ramaswamy suggerì invece che dovesse essere alzato il limite di assicurazione della FDIC dei depositi. Il sindaco di San Jose Matt Mahan definì anche "incomprensibile" il limite di 250 000 dollari.
Il governatore Newsom, la senatrice Kyrsten Sinema di Arizona, e la rappresentante Anna Eshoo di California applaudirono all'annuncio secondo cui la FDIC avrebbe protetto i depositanti senza penalizzare i contribuenti grazie al Bank Term Funding Program. Il sindaco Mahan criticò la risposta del governo al fallimento della banca in quanto lenta e sintomatica di come sia misconosciuto il contributo delle startup della Silicon Valley all'economia nazionale. I senatori Elizabeth Warren di Massachusetts Bill Hagerty di Tennessee criticarono i regolatori per il fatto di proteggere i grandi depositanti, tra cui le ditte di venture capital che innescarono il panico bancario. Parlamentari repubblicani ed esperti di politica finanziaria criticarono le azioni di emergenza come un bailout che poteva creare rischio morale presso le altre banche. Il senatore J. D. Vance di Ohio chiese se il governo federale avrebbe compiuto azioni simili per una banca più piccola o per una banca di credito cooperativo. L'economista Paul Krugman paragonò il fallimento e la conseguente azione del governo alla crisi dei risparmi e dei prestiti. L'economista Dean Baker mise in contrapposizione l'ampio consenso circa il salvataggio di imprenditori relativamente sofisticati della Silicon Valley con le obiezioni, in tema di rischio morale/responsabilità personale, sollevate contro il programma di condono dei prestiti agli studenti del presidente Biden. L'amministratore delegato della Camera di commercio di San Jose Derrick Seaver disse che valeva la pena di correre qualunque rischio morale pur di scongiurare il potenziale rischio di lasciare privi di protezione i depositanti.
Secondo alcuni esperti, la rapida reazione del governo al fallimento di Silicon Valley Bank, che era stata vista come qualcosa di scarsa rilevanza al di fuori del settore tecnologico, fino al suo fallimento, rivelò un sistema fragile, dipendente dalle iniezioni di supporto delle autorità. La senatrice Warren, il rappresentante Khanna, e il sindaco Mahan richiesero che i guadagni ottenuti dall'amministratore delegato Greg Becker con la recente vendita delle proprie azioni SVB fossero revocati e conferiti ai depositanti. La rappresentante Eshoo bollò come "altamente offensivi" i premi distribuiti in extremis ai dipendenti della banca.

### Dibattito sulle cause
Michael Barr, vicepresidente per la supervisione presso la Federal Reserve, dichiarò durante un'audizione al Senato che era un "caso di scuola di cattiva gestione bancaria". Testimoniò che "SVB fallì perché la dirigenza della banca non aveva gestito efficacemente il rischio di tasso d'interesse e di liquidità, e la banca aveva subito una corsa [agli sportelli] devastante e inaspettata da parte dei suoi depositanti non assicurati in un periodo di meno di 24 ore". Disse ancora che gli ispettori della Federal Reserve aveva diramato degli avvertimenti già a partire dal novembre 2021, e la banca non aveva agito per tempo al fine di correggere gli inconvenienti.
I fautori delle criptovalute citarono il collasso come argomento in favore di un sistema monetario decentralizzato. Altri nel settore tecnologico affermarono che recenti eventi negli affari di criptovalute, come il fallimento di FTX e il declino di banche imperniate sulle criptovalute, avevano condizionato verso il panico i depositanti e osservarono che la garanzia limitata offerta da FDIC non aveva equivalente nelle criptovalute.
La senatrice Warren, il rappresentante Khanna, e il senatore Bernie Sanders di Vermont dichiararono che si sarebbe potuto evitare il fallimento della banca mediante la procedura di stress test che era obbligatoria per banche delle dimensioni di SVB, prima che fosse approvato l'EGRRCPA; fecero un appello affinché detta legge fosse abrogata e criticarono Becker per averla sostenuta. Warren e il senatore Richard Blumenthal di Connecticut chiesero alla Department of Justice and Securities and Exchange Commission di indagare se la dirigenza della banca avesse violato qualche legge.
Il senatore John Neely Kennedy di Louisiana criticò i regolatori per la blanda sorveglianza esercitata sulla banca. Il Bank Policy Institute, che rappresenta le grandi banche, mise in dubbio che i fallimenti di SVB e Signature Bank fossero stati causati più da carenze di direzione e supervisione, che da inadeguatezze normative, e diede risalto alla resilienza dei propri membri.
Alcuni commentatori repubblicani e conservatori sostennero — senza fornire prove in merito — che la banca fallì perché era "woke" e distratta dalle iniziative (tipiche nelle banche USA medie e grandi) per agevolare la diversità nella composizione del proprio personale. Il governatore della Florida Ron DeSantis, la rappresentante Marjorie Taylor Greene di Georgia, e Tucker Carlson collegarono il fallimento della banca al suo programma diversity, equity, and inclusion (DEI). Greene e il rappresentante James Comer di Kentucky citarono il programma di investimenti orientati ad ambiente, società, e corporate governance. Il senatore Tim Scott di Carolina del Sud insinuò che la Fed di San Francisco avesse sottovalutato i rischi della banca a causa della comune attenzione al cambiamento climatico. Lo scrittore Andy Kessler suggerì che la presenza di minoranze e veterani militari nel consiglio di amministrazione della banca avesse costituito una distrazione. Il New York Post attribuì agli sforzi del [programma] DEI di un manager della filiale britannica la responsabilità dei rischi emersi negli Stati Uniti. Nei media conservatori si diffuse l'accusa che SVB avesse donato oltre 73 milioni di dollari al "Movimento BLM e cause correlate", citando un database creato, secondo indiscrezioni, da un'organizzazione conservatrice per mostrare "chi ha finanziato le rivolte BLM". Un'analisi di Talking Points Memo rilevò che il database mostrava in realtà donazioni aziendali a una serie di programmi per la diversità che non avevano alcuna relazione apparente con il movimento Black Lives Matter. Anche l'Associated Press indagò sulle affermazioni secondo cui il crollo sarebbe stato causato da una "agenda woke" e scoprì che non c'erano prove a sostegno di tali affermazioni. La rappresentante Nancy Mace di Carolina del Sud criticò altri membri del Congresso per aver politicizzato il fallimento della banca e invitò alla cautela nel fare commenti pubblici che avrebbero potuto influenzare il mercato.